# Championnats du monde de triathlon 2017
Navigation
Édition précédente Édition suivante
Les championnats du monde de triathlon 2017 sont composés d'une série de neuf courses organisées par la Fédération internationale de triathlon (ITU) dont une grande finale qui se déroule cette année à Rotterdam aux Pays-Bas. Cette série porte le nom de Séries mondiales de triathlon (World Triathlon Series - WTS). Ces épreuves comportent aussi bien des courses au format M (distance olympique), soit 1 500 m de natation, 40 km de cyclisme et 10 km de course à pied, qu'au format S (sprint), soit 750 m de natation, 20 km de cyclisme et 5 km de course à pied. Les titres de champion et championne du monde de triathlon sur courte distance, sont octroyés aux triathlètes totalisant le plus grand nombre de points au classement général. Les titres pour les U23 (espoir) et les juniors s'attribuent sur une seule course qui se déroule généralement lors des journées de la grande finale du circuit.

## Calendrier
| Étape  | Date               | Ville      | Pays        | Distance |
| ------ | ------------------ | ---------- | ----------- | -------- |
| 1      | 3-4 mars           | Abou Dabi  | Abou Dabi   | M        |
| 2      | 8-9 avril          | Gold Coast | Australie   | S        |
| 3      | 13-14 mai          | Yokohama   | Japon       | M        |
| 4      | 10-11 juin         | Leeds      | Royaume-Uni | M        |
| 5      | 15-16 juillet      | Hambourg   | Allemagne   | S        |
| 6      | 28-29 juillet      | Edmonton   | Canada      | S        |
| 7      | 5-6 août           | Montréal   | Canada      | M        |
| 8      | 26-27 août         | Stockholm  | Suède       | M        |
| Finale | 14 au 17 septembre | Rotterdam  | Pays-Bas    | M        |

## Résultats

### Abou Dabi
| Position           | Hommes        | Hommes      | Hommes          | Femmes         | Femmes           | Femmes         |
| Position           | Nom           | Pays        | Temps           | Nom            | Pays             | Temps          |
| ------------------ | ------------- | ----------- | --------------- | -------------- | ---------------- | -------------- |
| Médaille d'or      | Javier Gómez  | Espagne     | 1 h 52 min 31 s | Andrea Hewitt  | Nouvelle-Zélande | 2 h 3 min 46 s |
| Médaille d'argent  | Thomas Bishop | Royaume-Uni | 1 h 52 min 45 s | Jodie Stimpson | Royaume-Uni      | 2 h 3 min 46 s |
| Médaille de bronze | Vincent Luis  | France      | 1 h 53 min 8 s  | Sara Vilic     | Autriche         | 2 h 3 min 53 s |

### Gold Coast
| Position           | Hommes          | Hommes         | Hommes      | Femmes          | Femmes           | Femmes      |
| Position           | Nom             | Pays           | Temps       | Nom             | Pays             | Temps       |
| ------------------ | --------------- | -------------- | ----------- | --------------- | ---------------- | ----------- |
| Médaille d'or      | Mario Mola      | Espagne        | 52 min 35 s | Andrea Hewitt   | Nouvelle-Zélande | 58 min 3 s  |
| Médaille d'argent  | Richard Murray  | Afrique du Sud | 52 min 39 s | Ashleigh Gentle | Australie        | 58 min 7 s  |
| Médaille de bronze | Fernando Alarza | Espagne        | 52 min 44 s | Juri Ide        | Japon            | 58 min 12 s |

### Yokohama
| Position           | Hommes               | Hommes  | Hommes          | Femmes         | Femmes     | Femmes          |
| Position           | Nom                  | Pays    | Temps           | Nom            | Pays       | Temps           |
| ------------------ | -------------------- | ------- | --------------- | -------------- | ---------- | --------------- |
| Médaille d'or      | Mario Mola           | Espagne | 1 h 48 min 15 s | Flora Duffy    | Bermudes   | 1 h 56 min 18 s |
| Médaille d'argent  | Fernando Alarza      | Espagne | 1 h 48 min 23 s | Katie Zaferes  | États-Unis | 1 h 58 min 9 s  |
| Médaille de bronze | Kristian Blummenfelt | Norvège | 1 h 48 min 26 s | Kirsten Kasper | États-Unis | 1 h 58 min 17 s |

### Leeds
| Position           | Hommes            | Hommes      | Hommes          | Femmes        | Femmes     | Femmes          |
| Position           | Nom               | Pays        | Temps           | Nom           | Pays       | Temps           |
| ------------------ | ----------------- | ----------- | --------------- | ------------- | ---------- | --------------- |
| Médaille d'or      | Alistair Brownlee | Royaume-Uni | 1 h 46 min 51 s | Flora Duffy   | Bermudes   | 1 h 57 min 2 s  |
| Médaille d'argent  | Jonathan Brownlee | Royaume-Uni | 1 h 47 min 3 s  | Taylor Spivey | États-Unis | 1 h 58 min 32 s |
| Médaille de bronze | Fernando Alarza   | Espagne     | 1 h 47 min 28 s | Alice Betto   | Italie     | 1 h 59 min 36 s |

### Hambourg
| Position           | Hommes            | Hommes           | Hommes          | Femmes          | Femmes    | Femmes          |
| Position           | Nom               | Pays             | Temps           | Nom             | Pays      | Temps           |
| ------------------ | ----------------- | ---------------- | --------------- | --------------- | --------- | --------------- |
| Médaille d'or      | Mario Mola        | Espagne          | 0 h 54 min 8 s  | Flora Duffy     | Bermudes  | 0 h 59 min 0 s  |
| Médaille d'argent  | Jacob Birtwhistle | Australie        | 0 h 54 min 20 s | Ashleigh Gentle | Australie | 0 h 59 min 31 s |
| Médaille de bronze | Ryan Sissons      | Nouvelle-Zélande | 0 h 54 min 23 s | Laura Lindemann | Allemagne | 0 h 59 min 41 s |

### Edmonton
| Position           | Hommes            | Hommes         | Hommes          | Femmes        | Femmes     | Femmes         |
| Position           | Nom               | Pays           | Temps           | Nom           | Pays       | Temps          |
| ------------------ | ----------------- | -------------- | --------------- | ------------- | ---------- | -------------- |
| Médaille d'or      | Mario Mola        | Espagne        | 0 h 54 min 51 s | Flora Duffy   | Bermudes   | 1 h 0 min 22 s |
| Médaille d'argent  | Jacob Birtwhistle | Australie      | 0 h 55 min 1 s  | Taylor Knibb  | États-Unis | 1 h 1 min 22 s |
| Médaille de bronze | Richard Murray    | Afrique du Sud | 0 h 55 min 6 s  | Katie Zaferes | États-Unis | 1 h 1 min 51 s |

### Montréal
| Position           | Hommes               | Hommes         | Hommes          | Femmes          | Femmes           | Femmes          |
| Position           | Nom                  | Pays           | Temps           | Nom             | Pays             | Temps           |
| ------------------ | -------------------- | -------------- | --------------- | --------------- | ---------------- | --------------- |
| Médaille d'or      | Javier Gómez         | Espagne        | 1 h 47 min 50 s | Ashleigh Gentle | Australie        | 1 h 59 min 4 s  |
| Médaille d'argent  | Kristian Blummenfelt | Norvège        | 1 h 48 min 5 s  | Flora Duffy     | Bermudes         | 1 h 59 min 27 s |
| Médaille de bronze | Richard Murray       | Afrique du Sud | 1 h 48 min 42 s | Andrea Hewitt   | Nouvelle-Zélande | 1 h 59 min 48 s |

### Stockholm
| Position           | Hommes               | Hommes      | Hommes          | Femmes            | Femmes      | Femmes         |
| Position           | Nom                  | Pays        | Temps           | Nom               | Pays        | Temps          |
| ------------------ | -------------------- | ----------- | --------------- | ----------------- | ----------- | -------------- |
| Médaille d'or      | Jonathan Brownlee    | Royaume-Uni | 1 h 49 min 10 s | Flora Duffy       | Bermudes    | 2 h 0 min 9 s  |
| Médaille d'argent  | Kristian Blummenfelt | Norvège     | 1 h 49 min 28 s | Jessica Learmonth | Royaume-Uni | 2 h 1 min 30 s |
| Médaille de bronze | Pierre Le Corre      | France      | 1 h 49 min 28 s | Ashleigh Gentle   | Australie   | 2 h 1 min 42 s |

### Finale: Rotterdam[17]
| Position           | Hommes               | Hommes  | Hommes          | Femmes            | Femmes      | Femmes          |
| Position           | Nom                  | Pays    | Temps           | Nom               | Pays        | Temps           |
| ------------------ | -------------------- | ------- | --------------- | ----------------- | ----------- | --------------- |
| Médaille d'or      | Vincent Luis         | France  | 1 h 51 min 26 s | Flora Duffy       | Bermudes    | 1 h 58 min 39 s |
| Médaille d'argent  | Kristian Blummenfelt | Norvège | 1 h 51 min 28 s | Katie Zaferes     | États-Unis  | 1 h 59 min 34 s |
| Médaille de bronze | Mario Mola           | Espagne | 1 h 51 min 36 s | Jessica Learmonth | Royaume-Uni | 2 h 0 min 57 s  |

## Classements généraux

### Championnat du monde élite
| Rang               | Nom                  | Points |
| ------------------ | -------------------- | ------ |
| Médaille d'or      | Mario Mola           | 4728   |
| Médaille d'argent  | Javier Gómez         | 4311   |
| Médaille de bronze | Kristian Blummenfelt | 4281   |
| 4                  | Richard Murray       | 4010   |
| 5                  | Fernando Alarza      | 3722   |
| 6                  | Jonathan Brownlee    | 3685   |
| 7                  | Thomas Bishop        | 3141   |
| 8                  | Vincent Luis         | 3083   |
| 9                  | Pierre Le Corre      | 2894   |
| 10                 | Ryan Sissons         | 2799   |

| Rang               | Nom               | Points |
| ------------------ | ----------------- | ------ |
| Médaille d'or      | Flora Duffy       | 5200   |
| Médaille d'argent  | Ashleigh Gentle   | 4320   |
| Médaille de bronze | Katie Zaferes     | 4302   |
| 4                  | Kirsten Kasper    | 3819   |
| 5                  | Andrea Hewitt     | 3774   |
| 6                  | Jessica Learmonth | 3281   |
| 7                  | Joanna Brown      | 3181   |
| 8                  | Rachel Klamer     | 3103   |
| 9                  | Jolanda Annen     | 2748   |
| 10                 | Summer Cook       | 2554   |

### Championnats du monde U23 (Espoir)
| Rang | Nom                   | Temps           |
| ---- | --------------------- | --------------- |
| 1    | Raphaël Montoya       | 1 h 51 min 28 s |
| 2    | Dorian Coninx         | 1 h 51 min 32 s |
| 3    | Luke Willian          | 1 h 51 min 48 s |
| 4    | Shachar Sagiv         | 1 h 51 min 59 s |
| 5    | Antonio Serrat Seoane | 1 h 52 min 22 s |
| 6    | Léo Bergère           | 1 h 52 min 48 s |
| 7    | Gordon Benson         | 1 h 53 min 8 s  |
| 8    | Jonas Schomburg       | 1 h 53 min 15 s |

| Rang | Nom                  | Temps          |
| ---- | -------------------- | -------------- |
| 1    | Tamara Gorman        | 2 h 5 min 21 s |
| 2    | Melanie Santos       | 2 h 5 min 37 s |
| 3    | Sophie Coldwell      | 2 h 5 min 51 s |
| 4    | Georgia Taylor-Brown | 2 h 6 min 16 s |
| 5    | Julie Derron         | 2 h 6 min 34 s |
| 6    | Léonie Périault      | 2 h 6 min 44 s |
| 7    | Zsanett Bragmayer    | 2 h 6 min 51 s |
| 8    | Cassandre Beaugrand  | 2 h 7 min 4 s  |

### Championnats du monde junior
| Rang | Nom            | Temps           |
| ---- | -------------- | --------------- |
| 1    | Matthew Hauser | 0 h 55 min 54 s |
| 2    | Vasco Vilaça   | 0 h 56 min 22 s |
| 3    | Ben Dijkstra   | 0 h 56 min 35 s |

| Rang | Nom          | Temps          |
| ---- | ------------ | -------------- |
| 1    | Taylor Knibb | 1 h 1 min 22 s |
| 2    | Kate Waugh   | 1 h 1 min 38 s |
| 3    | Fuka Sega    | 1 h 2 min 5 s  |